# Phyllis Bottome
Phyllis Bottome, född 31 maj 1884, död 22 augusti 1963, var en brittisk författare. Hon var från 1917 gift med kapten A. E. Forbes Dennis.
Bottome kom som ung för att vårda sin hälsa till Schweiz och uppehöll sig länge i Frankrike, Österrike och Italien. 1905 debuterade hon med romanen Raw material och utgav därefter en rad romaner och novellsamlingar som The imperfect gift (1907), The captive (1915), Secretly armed (1916), A certain star (1917), A servant of reality (1919), The kingfisher (1922), The derelict (1923), Old wine (1926), Wild grapes (1927), The belated reckoning (1927), Strange fruit (1928), Tatter'd loving (1929), Windlestraws (1929, svensk översättning 1936), Wind in his fists (1931), The advances of Harriet (1933, svensk översättning 1934), Private worlds (1934, svensk översättning 1935), Innocence and experience (1935), Level crossing (1936, svensk översättning 1937), The mortal storm (1937) med antinazistiskt motiv, Murder in the bud (1939, svensk översättning samma år) och London pride (1941) med motiv från Londons slumkvarter under den tyska "blitzen" 1940. Alfred Adler: Apostle of freedom (1939) är en biografi över den österrikiske psykologen Alfred Adler, som betydde mycket för Bottomes senare författarskap. I From the life (1944) tecknade hon porträtt av personer som betytt mycket för ehnne, bland andra Alfred Adler, Max Beerbohm och Ezra Pound.